# Hromohorb, Strîi
Hromohorb (în ucraineană Хромогорб) este un sat în comuna Liubînți din raionul Strîi, regiunea Liov, Ucraina.

## Demografie
Componența lingvistică a localității Hromohorb
     Ucraineană (100%)
Conform recensământului din 2001, toată populația localității Hromohorb era vorbitoare de ucraineană (100%).